# 延寿镇 (延寿县)
延寿镇是中国黑龙江省哈尔滨市延寿县下辖的一个镇，位于县境中部。

## 历史沿革
1948年为城关区，1949年为第一区，1956年复延寿镇。

## 行政区划
现辖：
第一社区、第二社区、第三社区、第四居社区、第五社区、第六社区、第七社区、第八社区、第九社区、第十社区、第十一社区、第十二社区、第十三社区、第十四社区、第十五社区、第十六社区、第十七社区、第十八社区、第十九社区、第二十社区、第二十一社区、第二十二社区、第二十三社区、第二十四社区、第二十五社区、第二十六社区、第二十七社区、第二十八社区、第二十九社区、第三十社区、城郊村、城东村、城南村、同安村、双金村、兴让村、长发村、玉山村、金河村、黑山村、班石村、洪福村、永安村、新友村、洪山村和红旗村。